# Menhir von Knockstapple
Der Menhir von Knockstapple (auch Glenmucklach genannt) steht auf der Nordoseite des Knockstapple (Berg), auf der schottischen Halbinsel Kintyre, südlich von Campbeltown in Argyll and Bute.
Der Menhir (englisch Standing stone) steht auf einer rauen Weide. Er ist 3,2 m hoch und leicht nach Osten geneigt. Die Längsachse ist etwa Nord-Süd orientiert. Der Stein misst in Bodennähe 1,8 × 0,6 m und verjüngt sich bis zu einer Höhe von 2,4 m allmählich, wobei sich auf einer Seite eine ausgeprägte Schulter befindet. Die Oberseite ist etwas abgerundet.
In der Nähe liegt das Clyde Tomb von Blasthill.